# Maturino Blanchet
Angelo Maturino Blanchet oder frz. Ange-Mathurin Blanchet (* 7. März 1892 in Gressan, Königreich Italien; † 9. November 1974 in Saint-Pierre, Italienische Republik) war ein italienischer Geistlicher und Bischof von Aosta im italienischen Aostatal.

## Leben
Ange-Mathurin Blanchet empfing am 29. Juni 1921 die Priesterweihe für die Oblaten der Unbefleckten Jungfrau Maria. 1946 wurde er von Pius XII. zum Bischof des Bistums Aosta ernannt. Während seines Episkopats weihte er 78 Priester. 1968 wurde seinem Rücktrittsgesuch durch Paul VI. stattgegeben, und er wurde zum Titularbischof von Limata ernannt.